# Anda (schip, 1936)
De Anda is een in 1936 gebouwde Nederlandse kustvaarder. In 1972 is het schip verkocht naar Finland waar het in de vaart is gebleven tot 1999. In Nederland is het schip in 2000 in oude staat terug gebracht als een van de weinig overgebleven traditionele Nederlandse kustvaarders.

## Geschiedenis
De Anda werd op 9 mei 1936 met bouwnummer 143 tewatergelaten door Scheepswerf 'Delfzijl' v/h Gebr. Sander, Delfzijl. Als Jo werd het schip in Juni 1936 opgeleverd aan kapitein Geert Pepping te Nieuw Buinen.
Op 16 mei 1940 werd het schip ingeschreven bij de Netherlands Shipping & Trading Committee te Londen. Tijdens de Tweede Wereldoorlog is de Jo in diverse rollen in dienst geweest voor de geallieerden. Op 1 juni 1945 werd de Jo weer terug geleverd aan Geert Pepping, het schip werd wederom in de Europese kustvaart ingezet. In mei 1955 neemt Lukas Eeftingh te Gasselternijveen het schip over voor een bedrag van ƒ 197,500 en hernoemt het schip Anda.
Vanwege de schaalvergroting in de kustvaart eind jaren 1960, is er voor kustvaarders als de Anda weinig emplooi meer. In afwachting van verkoop werd het schip in 1971 opgelegd te Hoogkerk.
In 1972 werd een koper gevonden in Finland, waar er in de lokale vaart nog genoeg werk te vinden was. Het schip voer in de opvolgende jaren voor diverse Finse eigenaren, maar behield altijd de naam Anda. In 1985 werd het schip met 6 meter verlengd, waarna het draagvermogen toenam tot 345 ton. Ook werd de originele Bronsmotor vervangen door een moderne motor.

## Terug in Nederland
In 1999 werd het schip door Scheepsmakelaar Grondsma terug naar Nederland gehaald, met plannen om het schip in oude staat te herstellen. Henry Stouthart te Driebruggen werd in 2000 de nieuwe eigenaar.
Scheepswerf Grevenstein te Krimpen a/d IJssel bracht in 2001 het schip weer terug tot de oorspronkelijke lengte van 36 meter.
Inmiddels heeft het schip heeft een vaste ligplaats in Farmsum en wordt het veelal ingezet bij maritieme evenementen in binnen- en buitenland. Sinds 2007 is de thuishaven van de Anda Delfzijl.